# Casino Marino
Il Casino Marino (Casino at Marino) è un capriccio architettonico situato nel sobborgo Marino di Dublino. 
Fu progettato da William Chambers per James Caulfeild e venne costruito tra gli anni 1750 e il 1775. È un piccolo esempio di architettura neoclassica, situato nel giardino della Marino House.